# Ludvig Pontoppidan
Ludvig Henriksen Pontoppidan (født 7. maj 1648 i Vejle, død 27. september 1706) var en dansk præst, 
Pontoppidan deponerede fra Roskilde 1667, blev 1673 rektor i Kalundborg og fik 1675 magistergraden. I 1676 udnævntes han til sognepræst i Herlufmagle, som i hans embedstid (1681) fik Tybjerg til anneks; samtidig med denne annektering blev han herredsprovst. I 1691 forflyttedes han til Aarhus som stiftsprovst og sognepræst ved domkirken.
Som rektor i Kalundborg ville han en juleaften vise sit oratoriske talent og prædike på vers – "for at efterabe dr. Fielke", siger J. Sorterup –, men hukommelsen slog ham fejl. Prædikenen blev dog senere trykt ("Juleglæde over den velsignede Kvindens Sæd", 1680). Et par andre trykte versificerede lejlighedstaler mislykkedes også aldeles ved de indtrædende tidsforhold.

## Familie
Ludvig Pontoppidan var brodersøn af biskop Erik Eriksen Pontoppidan og søn af provst i Vejle, magister Henrik Eriksen Pontoppidan (død 1659) og Anne Krabbe (død 1659). Blandt Pontoppidans børn var Christian og Erik Pontoppidan.